# Katasztrófa elhárítva (Így jártam anyátokkal)
 A Katasztrófa elhárítva az Így jártam anyátokkal című televízió-sorozat hetedik évadának kilencedik epizódja. Eredetileg 2011. november 7-én vetítették, míg Magyarországon 2012. október 29-én.
Ebben az epizódban a csapat felidézi, mit csináltak az Irene hurrikán alatt. Barney szabadulni akar a rákényszerített kacsás nyakkendőtől.

## Cselekmény
Az epizód azzal kezdődik, hogy Barney előad egy nyilvánvalóan kamu történetet arról, hogyan mentett meg egy gyereket a lezuhanástól egy háztetőről, és hogy ennek során sajnos elvesztette a kacsás nyakkendőt. Csakhogy Marshallt nem lehet ilyen könnyen átrázni, megtalálja azt és kötelezi Barneyt, hogy a fogadás szerint hordja tovább.
Miközben a banda a bárban van, Kevin észrevesz egy tiltó táblát, ami szerint tilos cúszdázni a bárban. Mivel ennek semmi értelme, megkérdezi, mit jelent ez, így a többiek felidézik annak a történetét, milyen volt az Irene hurrikán alatt. Ted, amint meghallotta a vihar hírét, alaposan felkészült: szerzett egy ötszemélyes autót, amivel egyenesen a városon kívül álló házához tervezte vinni barátait, ahol átvészelhetik az eseményeket. Barney azt mondja, rendben, de előtte még fel kell valamiért ugrania a lakására. Amikor aztán odamennek, közli, hogy Ted ötlete egy hülyeség, és ő nem megy sehová, és meggyőzi a többieket is. Ted dühében elviharzik. Közben Lilyt és Barneyt felhívják a szüleik, Barney pedig megvicceli Robint, aki az apjának adja ki magát a telefonban. Nem sokkal később Ted visszatér és magával hoz egy lányt is, akivel az épületben találkozott. Közli, hogy vele fog elindulni a házához, amire vitatkozni kezdenek – és ekkor a tévében bemondják, hogy a városból kivezető utakat lezárták. Így mindannyian Barney lakásában kénytelenek kivárni, amíg elcsitul a vihar.
Marshall folyamatosan pánikban van, mert éppen nincs életbiztosítása, és attól tart, hogy a köztes időszakban meg fogja őt támadni egy medve és meghal. Ezért aztán Lily folyamatosan vele kell, hogy menjen mindenhová. Lily egy idő után besokall ettől, és azt mondja, hogy szeretne egy kis időt egyedül tölteni, és elolvasni egy jó könyvet a fürdőkádban. Marshall erre enged egy kád vizet Lilynek és azt mondja neki, hogy érezze jól magát. Lily viszont megkéri Marshallt, hogy maradjon vele a fürdőszobában – és ez alkalommal fogant meg Marshall és Lily első közös gyereke.
Ez idő alatt Barney folyamatosan szabadulni próbál a kacsás nyakkendőtől. Lily és Marshall beleegyeznek, hogy leveheti, de akkor azt a pofogadás újabb három pofonjára váltják át. Barney beleegyezik, Marshall pedig elhasznál rögtön két pofont, és így marad még neki kettő. Ahogy eláll az eső, a banda lemegy az utcára. Marshall eufórikus hangulatában szerez egy deszkát és azzal csúszik a vizes úton – aztán betöri a MacLaren's bár üvegét. Ted végül elismeri, hogy szerencsés döntés volt a részükről, hogy Barneyval maradtak, mert a házra, ahová mentek volna, egy nagy fa dőlt, és komoly vége is lehetett volna annak.
A történet végeztével Barney és Robin egy taxival mennek haza, és felidézik magukban az este végét, amiről senki más nem tud: majdnem csókolóztak, de Robin apja épp akkor telefonált, így nem került rá sor. Most, amikor ezen viccelődnek, azonban mégis csókolózni kezdenek...

## Kontinuitás
- Az epizód visszautal Barney két elvesztett fogadására is ("A pofogadás", "A kacsás nyakkendő")

## Jövőbeli visszautalások
- Ez a rész rögtön azzal kezdődik, hogy Jövőbeli Ted azt mondja, hogy az ember nem is élt igazán, ha valaki valahol ki nem tesz egy tiltó táblát amiatt, amit csinált. Az egyik ilyen példa a "tilos a kaszinóban motorozni", ami "A mágus kódexe" című epizódra utal előre. Marshall és Barney motorra pattannak abban a részben és el is fogják őket a biztonságiak, de aztán el kell, hogy engedjék őket, hiszen ezt nem tiltotta semmiféle tábla. Azt ezután helyezték csak ki, és Jövőbeli Ted szerint a mai napig kint van.
- Lily az "Elfogadom a kihívást" című részben tudta meg, hogy terhes. Noha az epizódot 2011 májusában mutatták be, az abban látható cselekmény szeptember elején játszódik, a hurrikán pedig augusztusban volt.

## Érdekességek
- A hatodik évad utolsó részében, ami szeptemberben játszódik, Robinnak hosszú haja van, amit a hetedik évad eseményeire levágat. De ebben a részben augusztusra történnek visszaemlékezések, és akkor is rövid hajjal látható.
- Mikor Barney és Robin beszállnak a taxiba, Robin azt állítja, hogy dolgoznia kell menni – noha utána egyáltalán nem is jut el a munkahelyére. A "Szünet ki" című részben pedig, amikor Barney őszintén beszélt mindenről, mégis azt állította, hogy csak egyszer osztozott valakivel taxin, egy modellel.
- Ez az epizód egyike azon keveseknek, amelyet nem Pamela Fryman rendezett.

## Vendégszereplők
- Kal Penn – Kevin
- Teresa Castillo – Maya

## Zene
- Pixies – Hey